# Las Gredas (Perú)
Las Gredas es una localidad peruana ubicada en el distrito de Pacaipampa, perteneciente a la provincia de Ayabaca del departamento de Piura, al norte del Perú. 

## Ubicación
Las Gredas se ubica al sureste de la provincia de Ayabaca, en el distrito de Pacaipampa, en el departamento de Piura.

## Demografía
En 2017 Las Gredas tenía una población de 26 habitantes.
| Gráfica de evolución demográfica de Las Gredas entre 1993 y 2017 |
|                                                                  |
| Fuentes: Población 1993 y 2017                                   |